# Orgă electronică
O orgă electronică este un instrument muzical cu claviatură, la origine derivat din acordeon, orgă propriu-zisă și orgă de cinema sau teatru. Avea ca scop imitarea sunetelor produse de acestea. Continua evoluție tehnologică a condus la următoarele tipuri de orgi electronice actuale (2016):
- orga electronică a companiei Hammond, folosită în special în muzica ușoară;
- orgă electronică de biserică (imită ca sunet orga bisericească);
- orga electronică combo; orga electronică de uz casnic;  orga electronică bazată pe software și altele.